# 虎紋刺尻魚
虎紋刺尻魚，為輻鰭魚綱鱸形目鱸亞目蓋刺魚科的其中一個種。

## 分布
本魚分布於印度西太平洋區，包括馬爾地夫、印度、斯里蘭卡、聖誕島、澳洲等海域。

## 深度
水深10至30公尺。

## 特徵
本魚體橢圓形，體色大部分為金灰色，有等間距的波狀垂直條紋。頭部的條紋為金色和紅色，但到後部轉為金色和黑色，和尾鰭上的黑色融為一體。背鰭、臀鰭和尾鰭有金色或淡藍色邊線，但隨著棲息地不同而有所差異，臀鰭和背鰭上有金色斑點。眼線內圈為黃色，中圈藍色，外圍黃色，鰓蓋刺為淡藍色。體長可達15公分。

## 生態
本魚棲息於臨海礁坡的岩石區以及珊瑚豐富的區域，以藻類為食。

## 經濟利用
為色彩鮮豔具高經濟價值的觀賞魚。